# Burinage
Le burinage est une technique d’usinage remontant à la Préhistoire, à l’âge de la pierre, où l’être humain créa ses premiers outils et particulièrement les burins qui lui permirent, entre autres, de réaliser d’autres outils nécessaires à sa survie.

## GravureetPréhistoire
De nombreuses traces laissées sur matériaux durs comme la roche relèvent des premiers travaux d’usinage par burinage. De par le monde ces témoignages donnent un aperçu du savoir-faire et de l’évolution de l'espèce humaine.
Pour la France, la vallée des Merveilles (site protégé), dans le parc du Mercantour, en est un des nombreux témoignages.

## SculptureetTaille de pierre
Ces deux techniques requièrent des outils plus communément appelés ciseaux en ce qui concerne, plus généralement, le travail de la pierre.

## BTPetMaçonnerie
Dans ces deux domaines, le burinage est employé sous une multitude de formes, d’outils et de matériels divers. Le maçon utilise couramment les chasses et autres pointerolles, soit frappées avec une massette, soit montées sur un appareil électrique ou pneumatique. Le marteau-burineur comme le marteau piqueur sont bien connus du public.

## Usinage industriel
En matière d’usinage industriel, le burinage est, depuis l’âge du fer, employé pour la découpe ou l’enlèvement de matière. Le burinage est pratiqué pour des opérations de montage, démontage, réparation, usinage, retouche, etc,
- le forgeron utilise des burins pour découper ou façonner des pièces d’acier chauffées au rouge,
- le carrossier découpe des parties de carrosserie à l’aide d’un burin,
- le tôlier découpe la tôle par cisaillement au burin,
- l’ajusteur exécute plusieurs travaux par burinage : découpe au bédane d’une pièce de tôle préalablement percée sur le pourtour à découper, rainurage par défonçage, cisaillage d’un boulon rouillé, etc.
- le fondeur parachève les pièces coulées à l'aide d'un marteau burineur ou d'un fouloir,

La panoplie des outils étant très vaste (burin plat, arrondi, rond, à cisailler, à rainurer), le technicien d’usinage fabrique de lui-même, particulièrement dans les ateliers d’entretien, des propres outils spéciaux dont il a besoin. Le burinage s’effectue manuellement ou par l’utilisation d’outillages électriques ou pneumatiques.

## Protection des biens
Le burinage des objets fait partie d’une des protections contre les vols, il a pour objet de buriner à l’aide d’un crayon électrique ou tout autre procédé, une identification prouvant son appartenance à une personne.
Ce marquage concerne tous les objets de valeur, depuis le numéro de série d’une automobile gravé sur chacune des vitres, au numéro de carte d’identité gravé sur un objet domestique (téléviseur, ordinateur, appareil photo, bijoux, vélo, instrument de musique, etc.). Ces identifications permettront la restitution à son propriétaire des objets dérobés et retrouvés. L’identification par burinage pourra être suivi de l’apposition d’une étiquette autocollante indiquant aux éventuels voleurs que l’objet est facilement identifiable donc difficilement revendable.

## Chirurgie

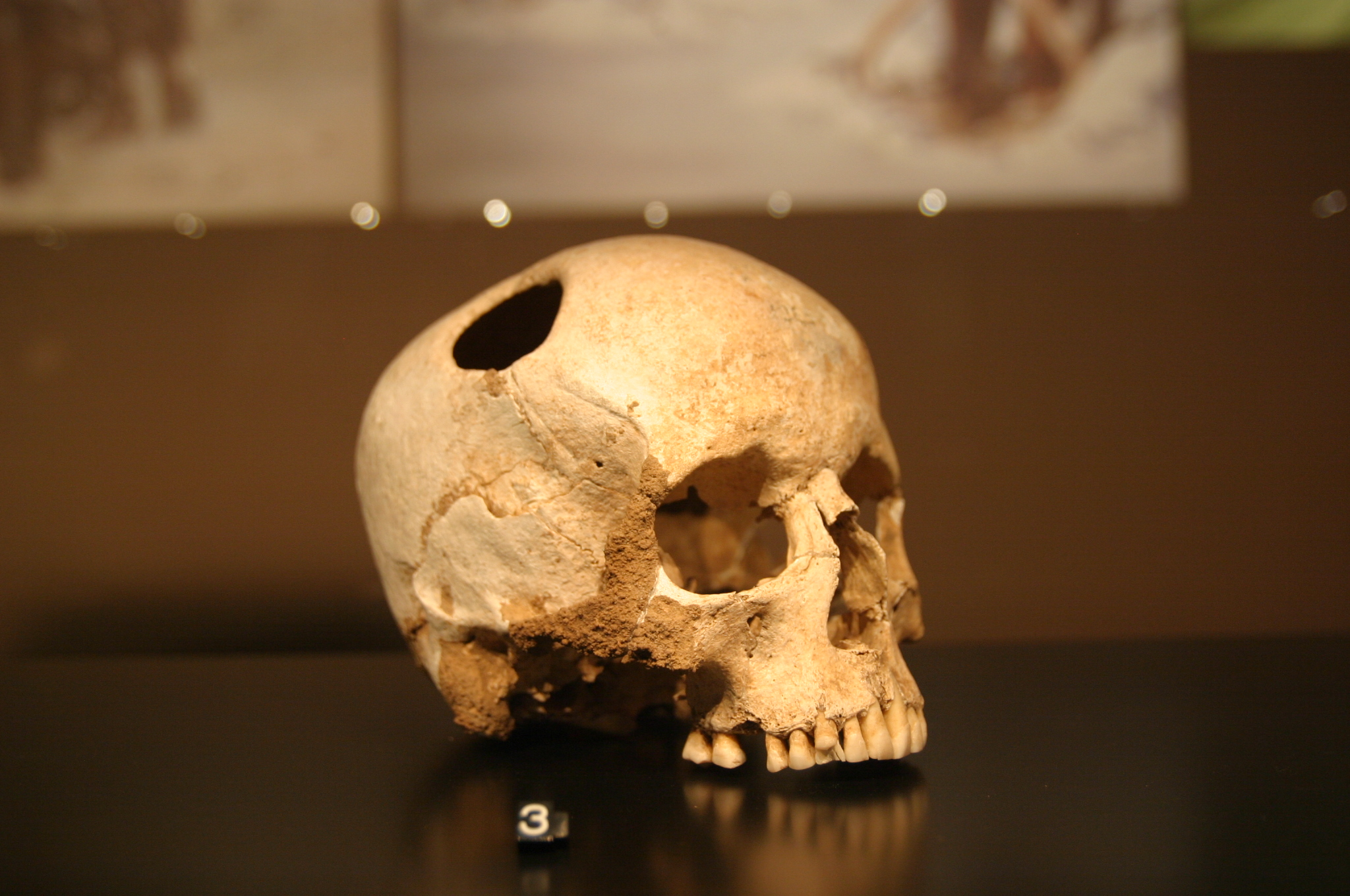
Crâne de jeune fille trépanée au silex, Néolithique (3500 av. J.-C.) ; la patiente a survécu.

En matière de chirurgie, le burinage plus connu sous le terme de trépanation, est pratiqué sur des crânes humains à l’aide de silex dès l’époque du Mésolithique (environ 11 000 années). La pratique se développa en Europe mais les outils employés évoluèrent avec la technologie.

## Burinage mental
Le burinage mental ou manipulation mentale, plus connu sous le nom de bourrage de crâne, est une des manières d’inculquer à un individu une idée ou une croyance quelconque, que celui-ci en soit conscient ou pas. La démarche inverse s’apparente au lavage de cerveau.

## Sources et références
1. ↑  Cours de technologie appliquée des lycées techniques, 1957